# 미켈란젤로 알베르타치
미켈란젤로 알베르타치(이탈리아어: Michelangelo Albertazzi, 1991년 1월 7일 ~ )는 이탈리아의 전 축구 선수이다.